# Psilocerea coronata
Psilocerea coronata är en fjärilsart som beskrevs av Fletcher 1958. Psilocerea coronata ingår i släktet Psilocerea och familjen mätare. Inga underarter finns listade.